# Rodynske
Rodynske či Rodinskoje (ukrajinsky Родинське, rusky Родинское) je město na východoukrajinském Donbasu. Nachází se v severovýchodní části Doněcké oblasti, přibližně 11 km severně od centra rajónu Pokrovsku. Hornické město Rodynske bylo založeno v roce 1950 a v roce 2021 zde bydlelo necelých 10 000 obyvatel.